# 绒头假糙苏
绒头假糙苏（学名：Paraphlomis tomentosocapitata）为唇形科假糙苏属下的一个种。

## 扩展阅读
- 維基物種上的相關：绒头假糙苏